# Weinmannia madagascariensis
Weinmannia madagascariensis är en tvåhjärtbladig växtart som beskrevs av Dc. och Nicolas Charles Seringe. Weinmannia madagascariensis ingår i släktet Weinmannia och familjen Cunoniaceae. Utöver nominatformen finns också underarten W. m. aniba.